# Howard Lake
Howard Lake – miasto w Stanach Zjednoczonych, w stanie Minnesota, w hrabstwie Wright.